# Pehr Hallqvist
Pehr Hallqvist, född 4 augusti 1752, död 22 oktober 1826 i Ingarö församling, Stockholms län, var en svensk borgmästare och politiker.

## Biografi
Pehr Hallqvist föddes 1752. Han blev 1792 rådman i Stockholms stad och var riksdagsledamot för borgarståndet i Stockholms stad vid riksdagen 1800. Han blev 1808 politieborgmästare i Stockholms stad och var riksdagsledamot för borgarståndet i Stockholms stad vid riksdagen 1810. Hallqvist slutade som borgmästare 1824. Han avled 1826 på Lämshaga i Ingarö socken.

### Familj
Hallqvist gifte sig 1797 med Elisabet Charlotta Barkman (1776–1826), som var dotter till domprosten Carl Gustaf Barkman i Strängnäs stadsförsamling.